# Ти-Грейс Аткинсон
Грейс Аткинсон (англ. Grace Atkinson; 9 ноября 1938 года) (более известная как Ти-Грейс Аткинсон) — американская радикальная феминистка, писательница и философ.

## Биография
Грейс Аткинсон родилась в выдающейся луизианской семье. Названная в честь своей бабушки, Грейс, а «Ти» в имени по-каджунски означает petite, то есть маленькая.
В 1964 году Г. Аткинсон получила степень бакалавра изобразительных искусств в Пенсильванской академии изящных искусств. Ещё в Филадельфии она помогла основать Институт современного искусства, став его первым директором, и была скульптурным критиком в периодическом издании ARTnews. Позже она переехала в Нью-Йорк, где в 1967 году поступила в Колумбийский университет на докторскую программу по философии, где училась у философа и искусствоведа Артура Данто. Позже Г. Аткинсон продолжила изучать работы Фреге у философа Чарльза Парсонса. На протяжении многих лет она преподавала в нескольких колледжах и университетах, включая Институт Пратта, Кейсовский университет Западного резервного района и Университет Тафтса.
Будучи студенткой, Грейс Аткинсон прочитала книгу Симоны де Бовуар «Второй пол» и вступила в переписку с Симоной де Бовуар, которая посоветовала ей связаться с Бетти Фридан. Таким образом, Грейс Аткинсон стала одним из первых членов Национальной организации женщин, одним из основателей которой была Б. Фридан, где работала в национальном совете и стала президентом Нью-Йоркского отделения в 1967 году. Время работы Г. Аткинсон в организации было бурным, включая ссору с национальным руководством из-за её попыток защищать и продвигать Валери Соланас и её SCUM Manifesto после покушения на Энди Уорхола. В 1968 году она вышла из организации, потому что она не хотела противостоять таким вопросам, как аборты и неравенство в браке. Она основала Движение 17 октября, которое позже стало Феминистками, радикальной феминистской группой, активной до 1973 года. К 1971 году она написала несколько памфлетов о феминизме, была членом организации Дочери Билитис и выступала за политическое лесбиянство. Её книга «Одиссея амазонки» была опубликована в 1974 году.
В 1971 году Патриция Бакли Бозелл, католичка и консервативная активистка, ударила или попыталась дать пощечину (неясно, был ли на самом деле физический контакт) Аткинсон после того, как та сделала то, что миссис Бозелл назвала «безграмотными разглагольствованиями против мистического тела» Христа". Инцидент произошёл на платформе аудитории Католического университета Америки, когда Аткинсон обсуждала девственность Девы Марии.
«Сестринство, — заявила Аткинсон, — это мощно. Оно убивает. В основном сестёр».
В 2013 году Аткинсон, вместе с Кэрол Ханиш, Кэти Скарброу и Кэти Сарачилд, инициировала проект «Запрещённый дискурс: Замалчивание феминистской критики гендера», который они описали как «открытое заявление 48 радикальных феминисток из семи стран». В августе 2014 года Мишель Голдберг в The New Yorker описала его как выражение их «тревоги» по поводу «угроз и нападений, некоторые из них физические, на отдельных людей и организации, осмелившиеся бросить вызов модной в настоящее время концепции гендера».

### Книги
- Amazon Odyssey / Одиссея амазонки (1974)

### Памфлеты и разделы книг
- «The Institution of Sexual Intercourse» / «Институт полового акта» (памфлет, 1968, опубликовано The Feminists)
- «Vaginal orgasm as a mass hysterical survival response» / «Вагинальный оргазм как массовая истерическая реакция выживания» (памфлет, 1968, опубликовано The Feminists)
- «Radical Feminism» / «Радикальный феминизм» (памфлет, 1969, опубликовано The Feminists)
- «Radical Feminism and Love» / «Радикальный феминизм и любовь» (памфлет, 1969, опубликовано The Feminists)
- Linden, Robin Ruth. Why I'm against S/M liberation // Against Sadomasochism: A Radical Feminist Analysis :  [англ.]. — 1982. — P. 90–92. — ISBN 0-9603628-3-5.